# 中井侍車站
中井侍車站（日语：／ Nakaisamurai eki */?）是日本一座由東海旅客鐵道（JR東海）所經營的鐵路車站，位於長野縣下伊那郡天龍村，是JR東海飯田線沿線的一個無人小站。此車站是屬於JR東海東海鐵道事業本部的直轄範圍內，並由飯田車站負責管理。
中井侍車站是飯田線位於長野縣境內的諸車站中位置最南的一個，海拔289公尺，也是該縣海拔最低的車站。雖然座落於人口稀疏的山區但車站附近仍然有少數的民家。車站在1936年初設時，原本是三信鐵道小和田至滿島（今日的平岡）延伸路段通車時一併設置的停留場，但在1943年三信鐵道被收歸國有成為飯田線的一部份時，同時升格為正式的車站。

## 車站構造
側式月台1面1線的地面車站。飯田站管理的無人站。

## 相鄰車站
東海旅客鐵道
 飯田線
■快速
通過
■普通
小和田－中井侍－伊那小澤